# Медаль Добровольной службы в движении «Свободная Франция»

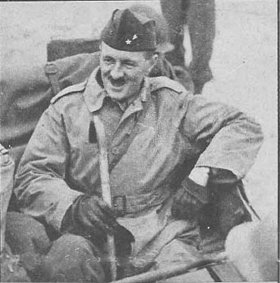
Генерал Филипп Леклерк де Отеклок, обладатель памятной медали

Медаль добровольной службы в Свободной Франции (фр. Médaille Commémorative des services volontaires dans la France libre) — французская памятная награда, учреждённая указом от 4 апреля 1946 года по предложению 1945 года генерала Эдгара де Лармина министру армий.
Генерал предложил создать отличительную награду для членов сил Свободной Франции, которые сражались с силами Оси на большинстве фронтов во время Второй мировой войны. Начав со скромных 7000 человек в июле 1940 года, силы Свободной Франции выросли примерно до 70 000 человек к июню 1942 года и были особенно активны в Северной Африке, отличившись в битве при Бир-Хакейме. Эти силы позже составят ядро 1-й дивизии Свободной Франции, отличившейся в итальянской кампании 1944 года под командованием генерала Кёнига, и 2-й бронетанковой дивизии при освобождении Парижа генералом Леклерком.

## Условия награждения
Медаль за добровольную службу в Свободной Франции была вручена всем лицам, гражданским или военным, французским или иностранным гражданам, которые:
- добровольно вступили в силы Свободной Франции (включая воздушные и военно-морские силы Свободной Франции) до 1 августа 1943 года (для солдат);
- эффективно служили Свободной Франции на территориях, контролируемых Национальным комитетом в Лондоне, и в зарубежных странах до 1 августа 1943 года (для государственных служащих).

Медаль вручалась вместе с наградным удостоверением и часто сопровождалась свитком, подписанным генералом Шарлем де Голлем, со следующим сообщением на французском языке: «Отвечая на призыв Франции перед смертельной опасностью, вы присоединились к силам Свободной Франции в числе тех, кто в первых рядах позволил ей одержать окончательную победу! Сейчас, когда наша цель достигнута, я хочу поблагодарить вас по-дружески, от имени всей Франции! 1 сентября 1945 года».
После подачи заявки на награду комитет рассмотрит и подтвердит или откажет в членстве в силах Свободной Франции.

## Описание награды
Медаль была отчеканена из посеребрённой бронзы в форме лотарингского креста с высотой от 36 мм до 40 мм (без подвесного кольца) и шириной 32 мм. На его аверсе была рельефная надпись в две строки «FRANCE» на верхнем горизонтальном плече и «LIBRE» на нижнем плече. На реверсе были даты «18 JUIN 1940» и «8 MAI 1945».
Медаль висела на шелковой муаровой ленте темно-синего цвета, украшенной красными косыми (снизу слева направо вверх) полосами шириной 2 мм, разделёнными расстоянием 4 мм. Лента проходила через прямоугольное жёсткое подвесное кольцо, являющееся составной частью креста.